# Mycobilimbia fusca
Mycobilimbia fusca är en lavart som först beskrevs av A. Massal., och fick sitt nu gällande namn av Hafellner & V. Wirth. Mycobilimbia fusca ingår i släktet Mycobilimbia och familjen Lecideaceae.   Inga underarter finns listade i Catalogue of Life.